# Целуващ се гурами
Helostoma temminkii е вид бодлоперка от семейство Helostomatidae. Видът не е застрашен от изчезване.

## Разпространение и местообитание
Разпространен е във Виетнам, Индонезия (Калимантан, Папуа и Суматра), Камбоджа, Лаос, Малайзия (Западна Малайзия и Саравак), Мианмар и Тайланд. Внесен е в Сингапур и Филипини.
Обитава сладководни басейни, реки и канали в райони с тропически климат.

## Описание
На дължина достигат до 30 cm.
Популацията на вида е стабилна.